# Apocolotois
Apocolotois là một chi bướm đêm thuộc họ Geometridae.

## Các loài
- Apocolotois almatensis Djakonov, 1952
- Apocolotois arnoldiaria (Oberthür, 1912)
- Apocolotois smirnovi Romanoff, 1885